# Aloe krapohliana
Aloe krapohliana é uma espécie de liliopsida do gênero Aloe, pertencente à família Asphodelaceae.